# Guillaume des Forz
Guillaume des Forz (mort en 1195) (latinisé en Willelmus de Fortibus) est un baron anglo-normand originaire de Fors dans le Poitou. 
Il devint par son mariage avec Hawise d'Aumale, unique héritière de Guillaume le Gros le second comte d'Aumale . Son fils, autre Guillaume des Forz, lui succèdera.
Philippe Auguste s'empara d'Aumale dans les années 1190, privant les comtes anglo-normands d'« Albemarle » de leur fief continental.

## Titre
Le nom latin défectif fors peut se traduire par « chance » et ne se décline qu'au nominatif (fors) et à l'ablatif singuliers (forte). Il semble que la forme Fortibus est une corruption de clercs médiévaux pour latiniser Forz. Sur le sceau de Guillaume de Forz (4e comte d'Aumale), on trouve la forme latinisée « (Sigillum) Willelmi de Fortibus. »
- Or Mabel Malet, fille de Guillaume Malet de Cory/de Curry en Somerset (cf. Wiki-en) (fl. vers 1200 ; issu des Malet de Graville), épouse dans la 1re moitié du XIIIe siècle Hugues de Vivonne (Wiki-en ; sénéchal de Gascogne et Poitou en 1221, shérif de Somerset et Dorset en 1240 : Wiki-en et -en ; † en 1249 ; fils de Guillaume de Vivonne, alias de(s) Forz ?, lui-même actif dans la 2e moitié du XIIe siècle), 
- dont elle a un fils portant le nom de Guillaume de(s) Forz (de Vivonne) († 1259), ce dernier étant l'époux de Mathilde (Maud) Ferrers († 1299) : Maud était la fille de Guillaume (William) IV de Ferrers de Derby, remariée veuve à Aimery IX de Rochechouart, et probablement la mère de Jeanne de Vivonne (des Forz) — qui épousa son beau-fils Aimery X de Rochechouart — et de Sibylle de Vivonne qui maria Guy de Rochechouart de Tonnay-Charente (frère cadet d'Aimery X)[4].
- De plus, ledit Hugues de Vivonne pourrait être le frère puîné d'autre Guillaume des Forz (alias de Vivonne ?) (Wiki-en ; † v. 1242), souche des comtes d'Albemarle, qui sont manifestement issus de notre Guillaume des Forz et de Hawise d'Aumale (Aumale et Albemarle désignent au départ la même localité, Albamarla).

Certains érudits ont donc cru pouvoir déceler un lien entre Guillaume de Vivonne (le père d'Hugues et possiblement d'autre Guillaume) et notre Guillaume des Forz, ou même les assimiler : dans cette hypothèse, Hugues de Vivonne († 1249) et autre Guillaume des Forz († v. 1242) seraient les fils de Guillaume (de Vivonne) de(s) Forz (fl. dans la 2e moitié du XIIe siècle et † en 1195) et de Hawise d'Aumale. Du moins, une parenté étroite entre ces personnages peut raisonnablement être envisagée. 
- (Sous réserve)[7] : Quant au père de Mabel, Guillaume Malet (fl. vers 1200, † v. 1215), il semble le fils de Gilbert Malet († v. 1194) ; fils de William Malet († v. 1169) ; fils de Robert de Curry-Mallet ; fils de Gilbert Malet (souche de la branche du Somerset ; frère de Robert Malet de Graville (près du Havre) et d'Eye (Suffolk) qui fl. entre 1066 et 1106 : deux fils de Guillaume Malet de Graville et d'Eye, † vers 1071).